# Davidovac (gmina Paraćin)
Davidovac (cyr. Давидовац) – wieś w Serbii, w okręgu pomorawskim, w gminie Paraćin. W 2011 roku liczyła 426 mieszkańców.